# Pseudepidalea oblonga
Pseudepidalea oblonga är en groddjursart som först beskrevs av Aleksandr Mikhailovich Nikolskii 1896.  Pseudepidalea oblonga ingår i släktet Pseudepidalea och familjen paddor. IUCN kategoriserar arten globalt som livskraftig. Inga underarter finns listade i Catalogue of Life.